# Гозмар IV фон Райхенбах-Цигенхайн
Гозмар IV фон Райхенбах-Цигенхайн (на немски: Gozmar IV von Reichenbach-Ziegenhain; * ок. 1138, Райхенбах (в Хесиш Лихтенау), Хесен-Насау, Прусия; † сл. 1193) от графска фамилия Райхенбах, е граф на Райхенбах-Цигенхайн в Северен Хесен и катедрален фогт на Фулда.

## Произход
Той е син на граф Попо II (Бопо) фон Холенде-Райхенбах (* ок. 1110; † сл. 1170). Внук е на граф Гозмар II фон Райхенбах, домфогт на Фулда († 1140) и Клеменция († сл. 1140).

## Фамилия
Гозмар IV фон Райхенбах-Цигенхайн се жени и има две дъщери:
- Гертруд фон Цигенхайн († сл. 1207), омъжена за Албрехт I фон Хакеборн (* пр. 1169; † сл. 1215/сл. 1231), господар на Випра, син на Фридрих фон Хакеборн († сл. 1200) и Кунигунда фон Випра († 1209)
- Кунигунда фон Цигенхайн (* ок. 1180 във Фалкенщайн, Саксония), омъжена ок. 1212 г. за граф Буркард IV фон Фалкенщайн (* ок. 1193; † 1215), син на граф Ото I фон Фалкенщайн († 1208)